# Pisok, Zolociv
Pisok (în ucraineană Пісок) este un sat în comuna Sasiv din raionul Zolociv, regiunea Liov, Ucraina.

## Demografie
Componența lingvistică a localității Pisok
     Ucraineană (96,88%)
     Rusă (3,13%)
Conform recensământului din 2001, majoritatea populației localității Pisok era vorbitoare de ucraineană (96,88%), existând în minoritate și vorbitori de rusă (3,13%).